# Welcome to the Jungle (film, 2003)
Welcome to the Jungle (internationell titel; originaltitel i USA: The Rundown) är en amerikansk långfilm från 2003 i regi av Peter Berg, med Dwayne Johnson, Seann William Scott, Rosario Dawson och Christopher Walken i rollerna.

## Handling
Prisjägaren Beck (Dwayne Johnson) får ett uppdrag att hämta sin chefs son (Seann William Scott) från en liten enslig by djupt in i Amazonas, men får det riktigt hett om öronen när han stöter på stadens boss (Christopher Walken).

## Rollista
| Dwayne Johnson      | – Beck                |
| Seann William Scott | – Travis              |
| Rosario Dawson      | – Mariana             |
| Christopher Walken  | – Hatcher             |
| Ewen Bremner        | – Declan              |
| Jon Gries           | – Harvey              |
| William Lucking     | – Walker              |
| Ernie Reyes Jr.     | – Manito              |
| Stuart F. Wilson    | – Swenson             |
| Dennis Keiffer      | – Naylor              |
| Garrett Warren      | – Henshaw             |
| Toby Holguin        | – Head Indian Tracker |
| Paul S. Power       | – Martin              |
| Stephen Bishop      | – Knappmiller         |
| Chuck Norman        | – Mullaire            |

## Produktion
Arnold Schwarzenegger är med i en mycket kort scen när Dwayne Johnson rollfigur tar sig in på en bar i filmens början. Arnold gick med på detta när han besökte filminspelningen under en dag.